# Ondřej Klášterka
Ondřej Klášterka, znany również jako Lord Morbivod (ur. 28 listopada 1980 w Pilźnie) – czeski muzyk, kompozytor, producent muzyczny, multiinstrumentalista i autor tekstów. Ondřej Klášterka znany jest przede wszystkim z występów w grupie Stíny Plamenů, a także projektów Umbrtka i War for War. Muzyk współpracował ponadto z takimi grupami muzycznymi jak Trollech oraz Quercus.

## Dyskografia
War for War
- Black Metal War (demo, 2001)
- War is the Only Way (2006, Long Ago Records)
- Kovy Odjinud (2007, Naga Productions)
- Věž smrti (2010, Naga Productions)